# 1-Propanol
1-Propanol é composto químico, um álcool primário com a fórmula CH3CH2CH2OH. É também conhecido como n-propanol, álcool 1-propílico, álcool n-propílico, ou simplesmente propanol. É um isômero do álcool isopropílico (2-propanol). É usado como um solvente na indústria farmacêutica, para resinas e ésteres de celulose. É formado naturalmente em pequenas quantidades durante muitos processos de fermentação.

## Propriedades químicas
1-Propanol apresenta as reações normais de um álcool primário. Então ele pode ser convertido a haleto de alquilo; por exemplo fósforo vermelho e iodo produzem 1-iodopropano com 90% de rendimento, PCl3 com ZnCl2 catalítico dando 1-cloropropano. Reação com ácido acético na presença de um H2SO4 como catalisador sob condições de esterificação de Fischer dando acetato de propila, ao se refluxar propanol por uma noite com ácido fórmico pode produzir formato de propila a 65% de rendimento. A oxidação de 1-propanol com Na2Cr2O7 e H2SO4 dando somente 36% de rendimento de propionaldeído, e consequentemente para este tipo de reação métodos com rendimentos mais altos como PCC ou a oxidação de Swern são recomendados. Oxidação com ácido crômico produz ácido propiônico

## Preparação
1-Propanol é o principal constituinte do óleo fúsel, um subproduto formado de certos aminoácidos quando batatas e certos grãos são fermentados para produzir etanol. Este não é mais há muito tempo uma fonte significativa da substância.
1-Propanol é produzido por hidrogenação catalítica do propionaldeído. O propionaldeído é ele mesmo produzido via o processo oxo, por hidroformilação de etileno usando monóxido de carbono e hidrogênio na presença de um catalisador tal como dicobalto octacarbonilo ou um complexo de ródio.
(1) H2C=CH2 +  CO + H2 →  CH3CH2CH=O
(2) CH3CH2CH=O  +  H2  →  CH3CH2CH2OH
Uma preparação laboratorial tradicional de 1-propanol envolve tratar 1-iodopropano com Ag2O úmido.

## História
1-Propanol foi descoberto em 1853 por Chancel, que o obteve pela destilação fracionada de óleo fúsel.